# 川普勒16
川普勒16（Tr 16）是一個巨大的疏散星團，包含銀河系中一些最亮的恆星。它位於船底-人馬臂的船底座星雲內，距離地球大約9,270 ly（2,842 pc）。海山二是這個星團內以肉眼就能夠看見的恆星。  

## 描述
其中最亮的成員是海山二和WR 25，倆著的光度都是太陽的數百萬倍，還有3顆光譜類型O3的恆星。 海山二和WR 25兩者都是聯星，其光度主要來自主星，但它們的伴星本身也比大多數的恆星質量更大也更亮。總計所有的波長， WR 25是兩者中較亮的，估計其光度是太陽的6,300,000倍（絕對全波段星等為 -12.25），相較之下海山二的光度只是太陽的5,000,000倍（絕對全波段星等為 -12.0）。但是，海山二看起來比較亮是因為它在可見光的波段上比較亮，並且也因為它嵌入在星雲中，因而誇大了它的亮度。WR 25非常熱，發射出的能量大部分在紫外線的波長。

## 圖集

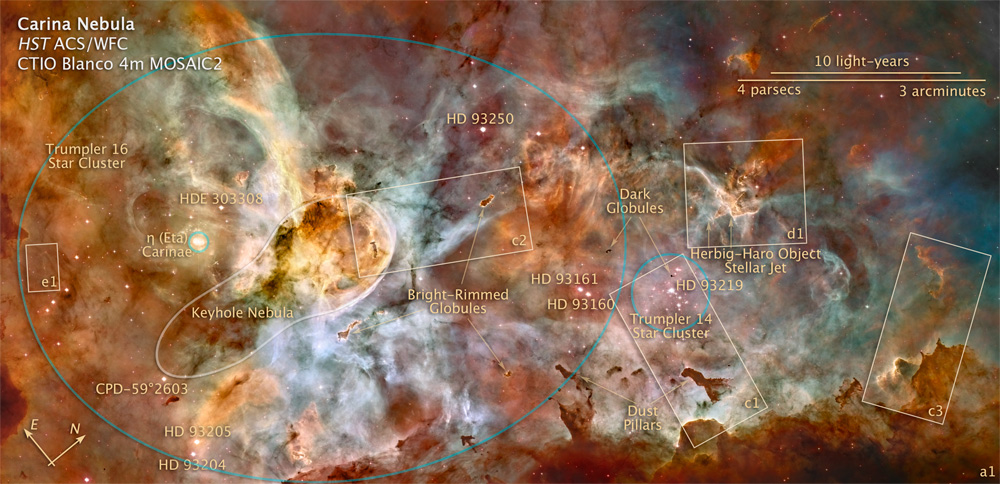
船底座OB1星協與標示出的川普勒16。
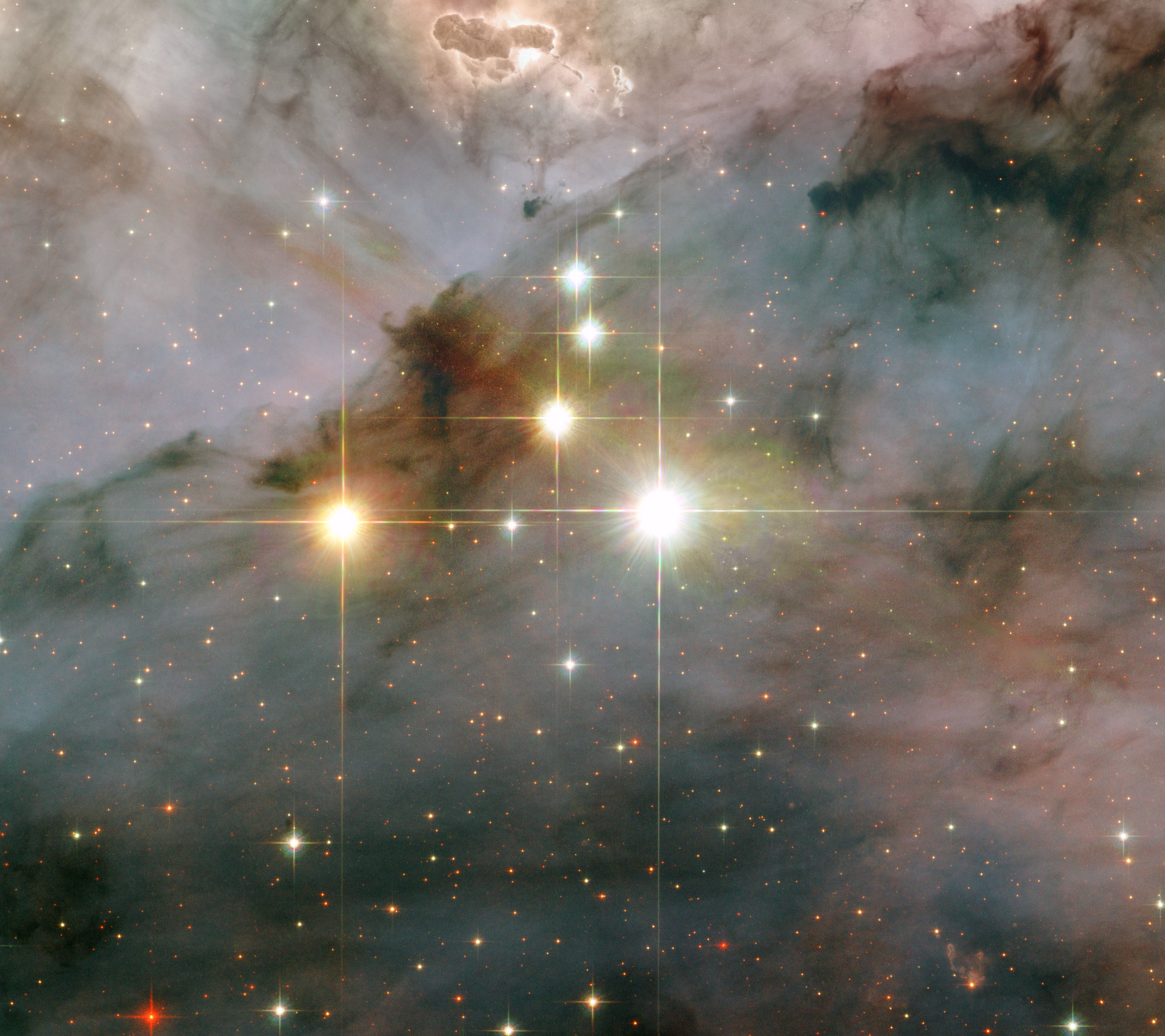
在川普勒16中的一些恆星：WR25和Tr16-244是圖中最亮和第三亮的恆星；第二亮的恆星只是前景星。

## 進階讀物
- Feinstein, Alejandro. . Publications of the Astronomical Society of the Pacific. December 1963, 75 (447): 492. Bibcode:1963PASP...75..492F. doi:10.1086/128013 .

## 外部連結
- 维基共享资源上的相關多媒體資源：川普勒16

Template:船底座